# Casa del Cine
La Casa del Cine de Almería es un centro cultural de la ciudad de Almería dedicado al papel desempeñado por la ciudad y provincia de Almería en la industria cinematográfica internacional como plató natural de películas, series, anuncios publicitarios y vídeos musicales. 

## Historia
Conocida como Casa Balmas, Cortijo Romero, Finca Santa Isabel o Casa de la Torre, sus orígenes datan de 1866. Sus diversos moradores fueron mejorándola y ampliándola, llegando a alcanzar la extensión de 12 hectáreas tras la diversa compras de las fincas colindantes. Romero Balmas, uno de los dueños, que llegó a ser cónsul de Bélgica, invirtió en la finca, ampliando la zona construida con jardines, piscina y pista de tenis, además de la creación de bancales con frutales, un coto de caza y una granja de vacas.
La finca llegó a extenderse hasta las instalaciones de Minas de Gádor, en el barrio de San Luis, estando subarrendadas algunas tierras a familias. Durante la Guerra Civil, todo fue incautado y usada la vivienda como hospital militar.
En 1962, Josefina Sánchez alquiló la vivienda a Sam Spiegel, productor de Lawrence de Arabia. Durante la década de los 60 y 70, fue alquilada a diversos directores de cine como Fassbinder y David Lean, actores como Peter O'Toole, así como John Lennon en 1966. También fue escenario del rodaje de diversas películas, como Whity (1971) y El oro de nadie (1971).
En la década de los 80, la casa fue abandonada, quedando sin uso. A finales de los 90, surgió la idea de recuperar este espacio, creando así la asociación "Lennon Almería Forever" y conciertos reivindicando su puesta en valor. En el año 2006, Cynthia Lennon, visitó el espacio, en el cual estuvo alojada durante 3 semanas en 1966. Durante esta visita, surgió el proyecto de la Casa del Cine.
El museo, se inauguró el 15 de enero de 2011, creándose una serie de espacios, con hologramas, vídeos, imágenes y atrezzos de rodajes de películas rodadas en la provincia. Durante la rehabilitación se conservaron elementos originales tales como la escalinata, suelos, la chimenea principal o un cuarto de baño con azulejos y bañera.

## Espacio museístico

### Planta baja

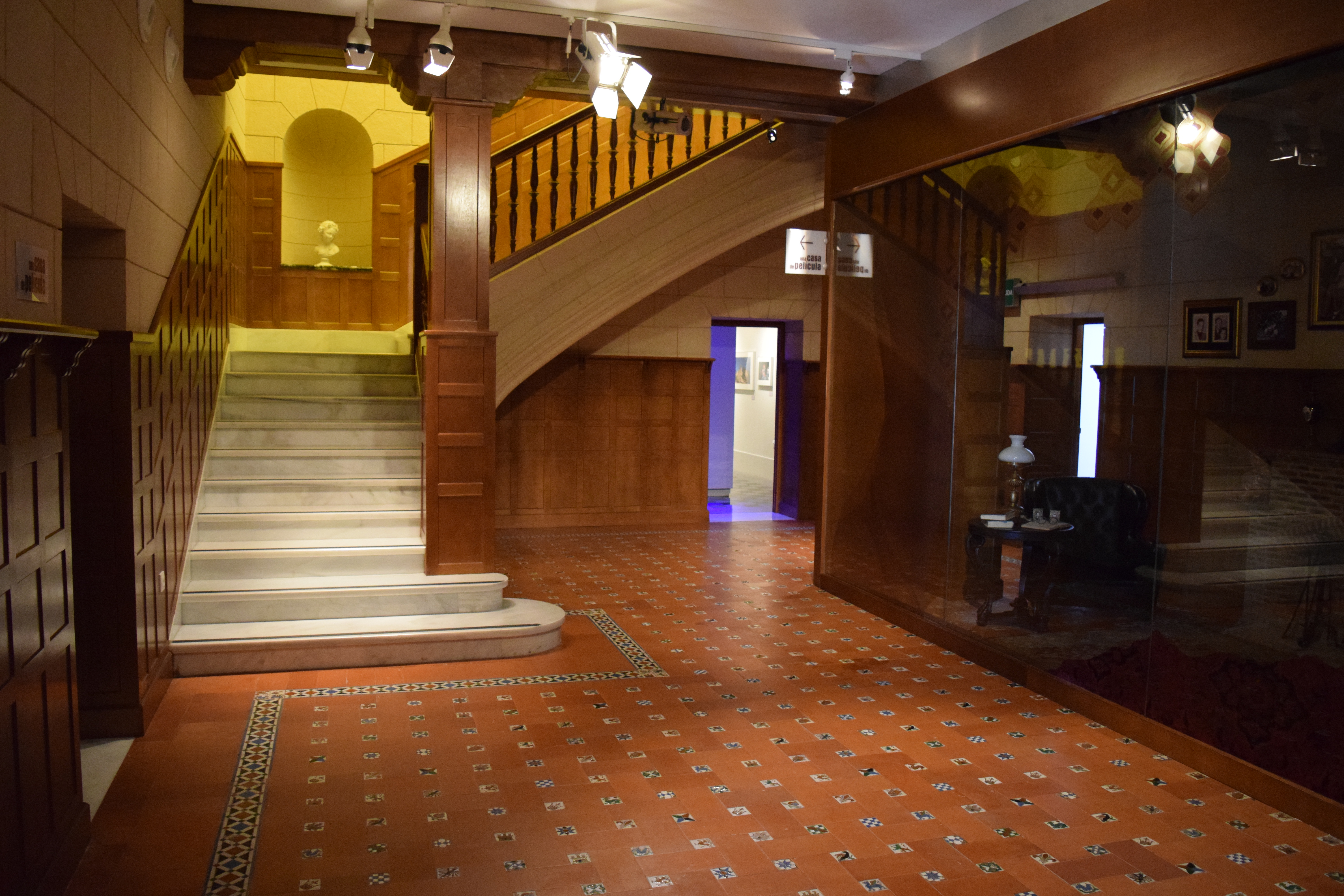
Entrada de la Casa del Cine

#### Sala 0. Acceso
En el recibidor se encuentra una serie de taquillas y el puesto de conserjería para iniciar la visita a la casa.

#### Sala 1. Presentación de una ilusión
En esta primera sala se encuentra una reconstrucción de la chimenea. Justo encima de esta hay colgado un marco gigante. En él se encuentra un actor que hará que cobre vida Miguel Balmas en el marco.
El suelo que es el original de la casa está compuesto por losetas marrones y trozos de cerámica cuadradas. En estos trozos están representados los símbolos de las distintas casas reales que han gobernado en España. El símbolo más repetido es la flor de lis que pertenece a los Borbones. En los extremos del suelo  hay una línea de azulejos cuyo dibujo hace referencia al Reino de Granada.

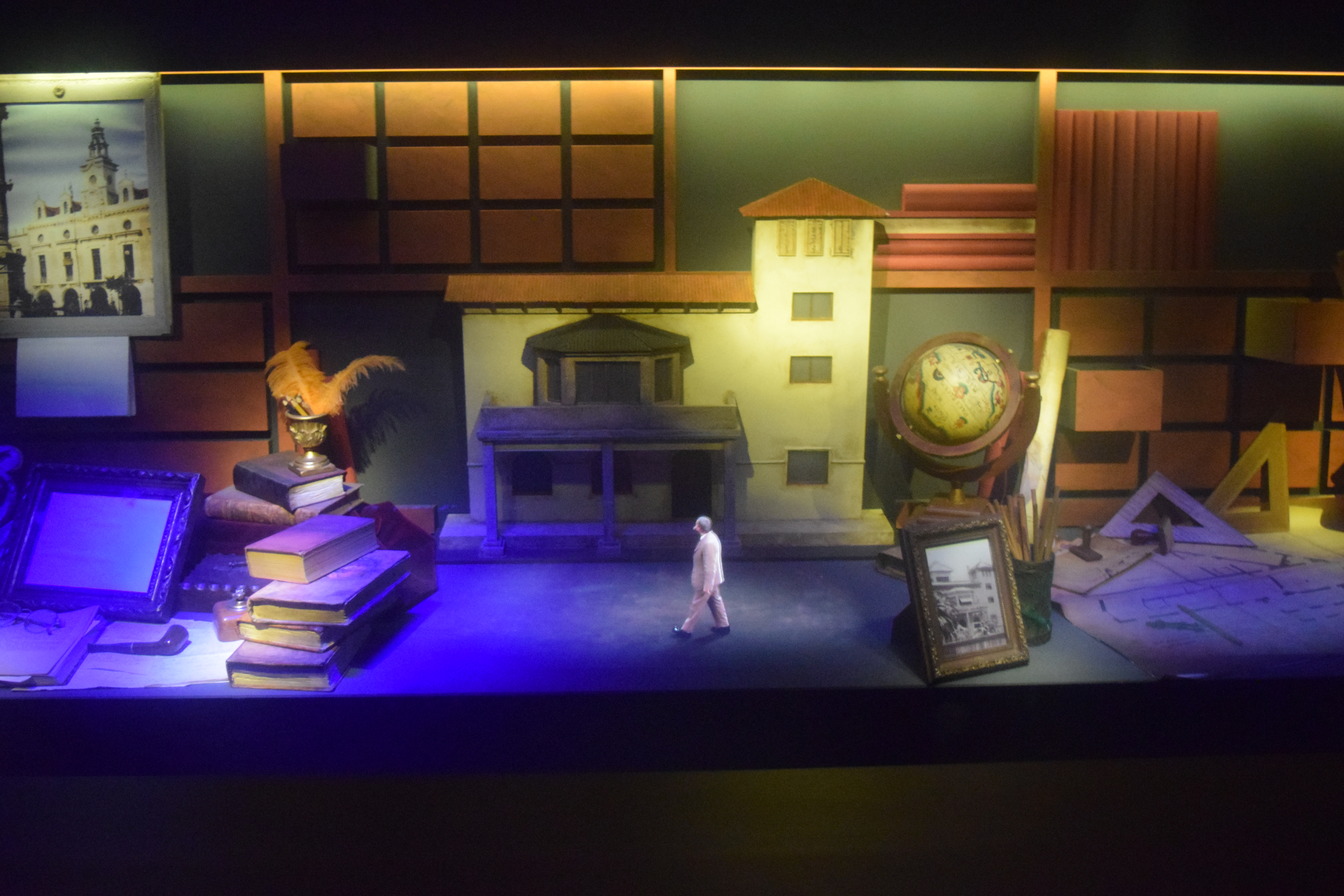

#### Sala 2. Una casa de película
En esta sala se encuentra un teatro virtual en el que se relata la historias de algunos de los personajes que moraron en la casa así como los acontecimientos locales, nacionales e internacionales del último siglo.
En el interior de la vitrina se proyectará un vídeo a modo de holograma en donde conoceremos un poco más sobre la biografía de Don Miguel Balmas y de la finca Santa Isabel. El relato está contextualizado con la historia de España, mostrando cómo pasó de ser un palacete burgués de 1866, a ser un hospital médico en tiempos de la Guerra Civil o, la vivienda de celebridades como John Lennon, en la que se instaló durante seis semanas mientras rodaba “Como gané la guerra”, hasta la actualidad, donde el ayuntamiento de Almería ha restaurado la residencia para convertirla en un museo turístico para recordar la historia del cine en esta ciudad.

#### Sala 3. Almería 35 mm

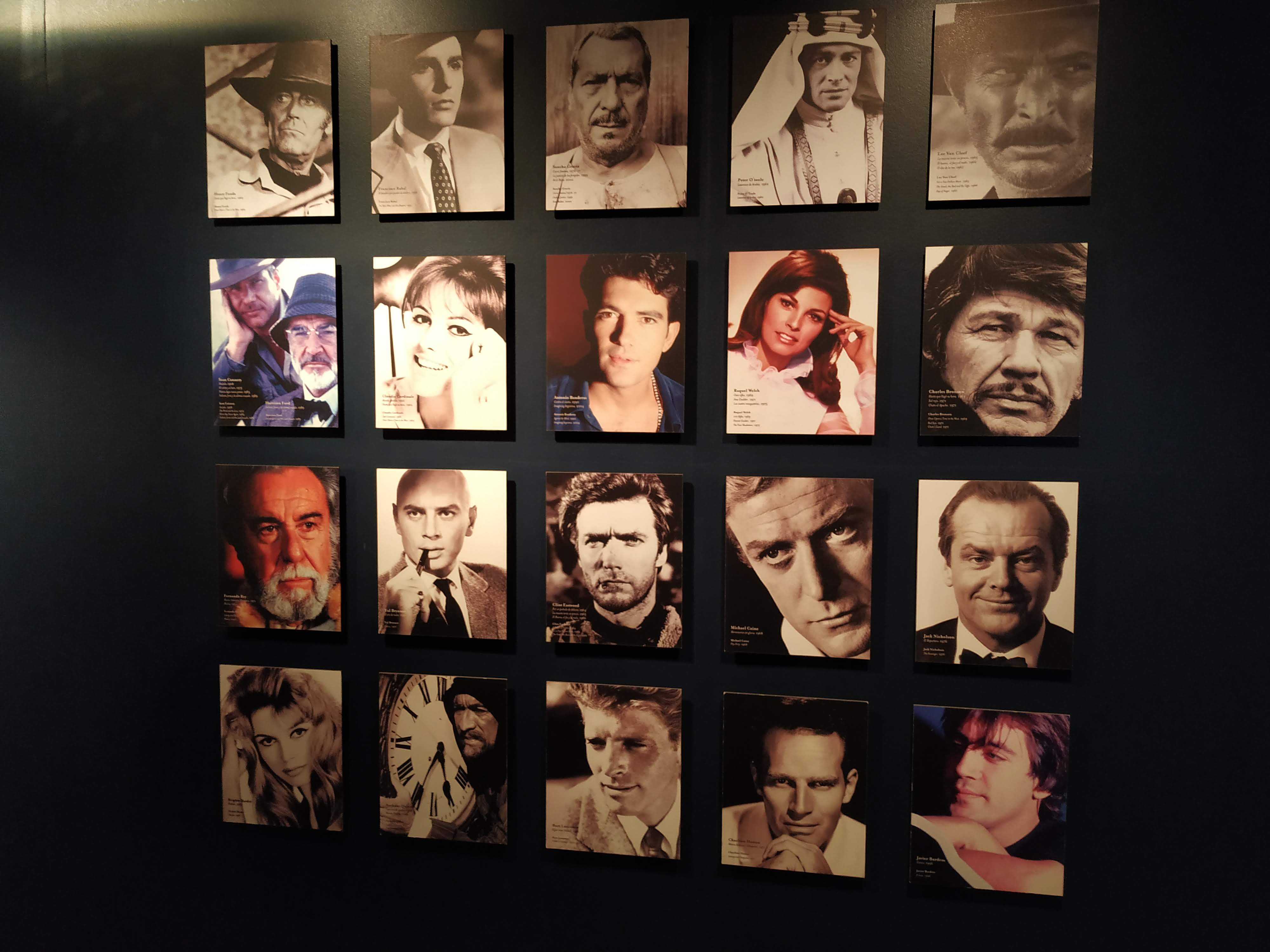
Mosaico de fotos de actores y actrices

Esta sala rinde homenaje a Almería como tierra de cine, un lugar con parajes perfectos para cualquier producción, gracias a la condición natural que conserva la provincia.
En las paredes se puede observar vitrinas con réplicas de documentos y vestuario, fotografías de Clint Eastwood con Sergio Leone, bocetos de vestuario y alzados de algunos edificios típicos de un poblado del Oeste.
También encontramos referencias a algunos directores célebres que rodaron en la provincia como David Lean, Michelangelo Antonioni, Franklin Schaffner, Rainer Werner Fassbinder, Steven Spielberg, Terry Gillian, Chus Gutiérrez, Pilar Miró y Alex de la Iglesia.

Sobre las vitrinas hay una cartela horizontal que ocupa todo el ancho de la pared con unas declaraciones de Sergio Leone:
El Western fue en realidad inventado por Homero. Aquiles, Ajax y Héctor son representaciones de los héroes del western: el sentido de la justicia, el valor, la fuerza, la independencia, etc. La única diferencia es que para sobrevivir unos confían en su habilidad para manejar la lanza o la espada y otros en su rapidez para desenfundar el revólver. Por esto siempre digo que la dimensión última del western no pertenece a los americanos sino a todo el mundo.
En otra pared se encuentra un mosaico con una selección destacada de fotos de actores y actrices que pasaron por Almería para rodar películas algunos hasta cuatro veces como fue el caso de Sean Connery. Entre otros podemos ver a Lee Van Cleef, Javier Bardem, Harrison Ford, Raquel Welch, Charles Bronson, Claudia Cardinale, Yul Brynner, Antonio Banderas, Jack Nicholson, Fernando Rey, Brigitte Bardot, Sancho Gracia, Anthony Quinn, Charlton Heston, Burt Lancaster o Michael Caine entre otros.

#### Sala X. Sala de exposiciones temporales.
El museo dispone de una sala de exposiciones temporales dónde se ya han exhibido muestras como "El último proyeccionista: Colección Pedro Alarcón" producida por La Oficina, o "Colin Arthur. Maquillajes, criaturas y efectos especiales" 

### Planta primera

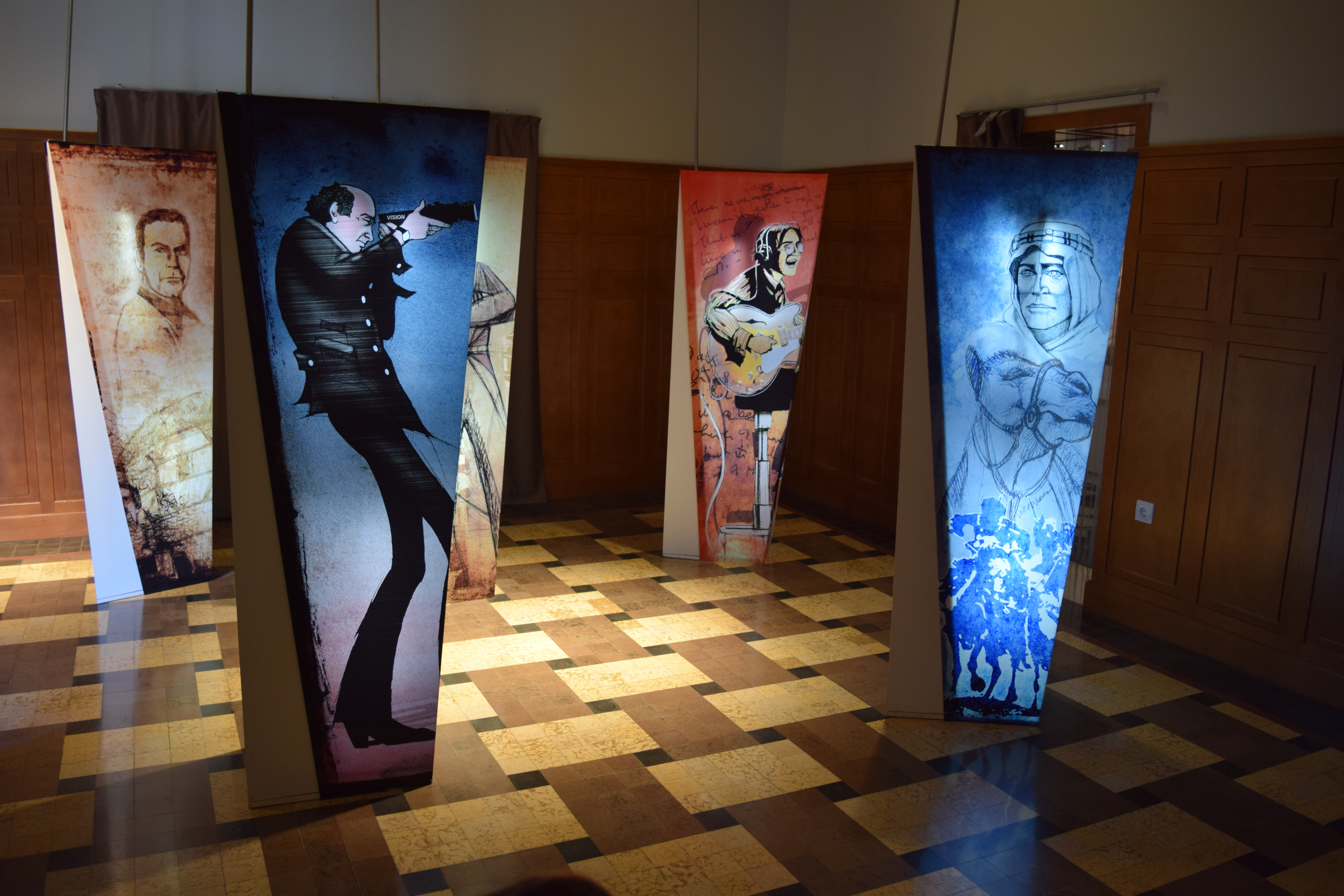
Richard Lester o Sam Wanamaker entre los cineastas que estuvieron en la Casa del Cine

#### Sala 4. Los personajes de la Casa. Años 60 y 70
Esta sala da a conocer a los célebres cineastas que visitaron el palacete Romero-Balmas en las décadas de los 60 y 70 del siglo XX.
A través de unas columnas con una ilustración de cada cineasta y una ligera descripción en su parte trasera además de un video que se proyecta al entrar a la sala se puede conocer más en profundidad quienes fueron estos personajes que poblaron la casa en los años de esplendor del cine en la provincia.

#### Sala 5. Santa Isabel: fuente de inspiración

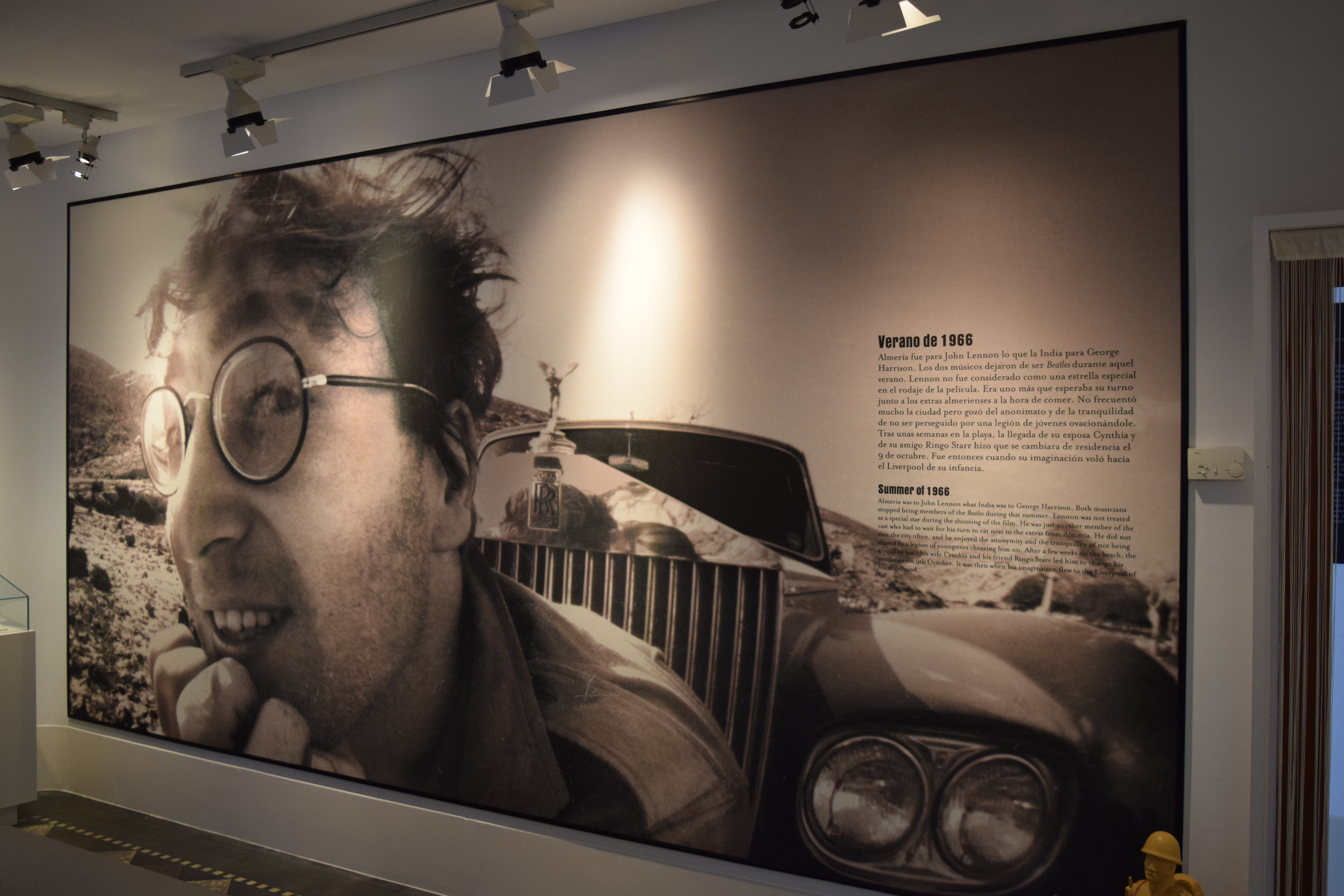
Sala "Fuente de inspiración". Homenaje a John Lennon